# Глазго (аэропорт)

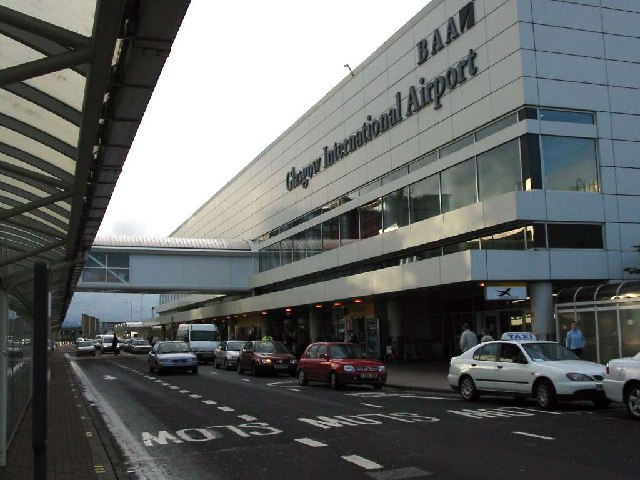
Терминал Международного Аэропорта Глазго

Аэропо́рт Гла́зго (англ. Glasgow Airport, гэльск. Port-adhair Eadar-nàiseanail Glaschu), неофициально также известный как Международный аэропорт Глазго (англ. Glasgow International Airport) (ИАТА: GLA, ИКАО: EGPF) (бывший Аэропорт Глазго Эбботсинч англ. Glasgow Abbotsinch Airport) расположен в 13 км к западу от центра Глазго, недалеко от городов Пейсли и Ренфру в Ренфрушире, Шотландия.
В 2006 году аэропортом воспользовались 8 820 000 пассажиров, это самый высокий показатель в Шотландии. Международный аэропорт Глазго стал первым аэропортом в Шотландии, обслужившим более 1 млн пассажиров в месяц (в июле 2004 года).
Планы развития аэропорта предполагают рост пассажирооборота к 2030 году до 24 млн в год.
Аэропорт принадлежит BAA, которая является также владельцем и оператором аэропортов Хитроу, Гатвик, Станстед, Эдинбург, Абердин и Саутгемптон.
Международный аэропорт Глазго является хабом для Loganair, easyJet и Flyglobespan, также здесь находится база технического обслуживания British Airways.
Второй международный аэропорт Глазго, Глазго Прествик, находится в 46 км от городского центра, обслуживает бюджетные авиакомпании, его пассажирский трафик составляет четверть трафика Международного аэропорта Глазго (2,4 млн пассажиров в 2006 году).

## История
История Международного аэропорта Глазго началась в 1932 году, когда на участке земли в Эбботсинч, между рукавами реки Карт, недалеко от Пейсли в Ренфрушире, была открыта база 602 эскадрильи Королевских ВВС (Глазго), на которую в январе 1933 года были передислоцированы самолёты Wapiti IIA из Ренфру.. Тем не менее, окончательно база была сформирована позднее, 1 июля 1936 года, когда прибыли 6 вспомогательных групп бомбардировщиков. С мая до октября 1939 года основным самолётом эскадрильи был Supermarine Spitfire.
В 1940 году была создана учебная база для обучения работе с торпедным вооружением, с этого времени база использовалась одновременно Королевскими ВВС и Королевским флотом. 11 августа 1943 года Эбботсинч перешёл полностью под командование Королевского флота и стал каменным фрегатом. Все каменные фрегаты имели названия, как и корабли Королевского флота, и Эбботсинч получил название HMS Sanderling; известно, что Эбботсинч получил это название ещё в июне 1940 года.. В 1950-е годы на лётном поле было размещено большое количество самолетов на хранение, а также эскадрильи резерва Королевского Военно-морского флота.
Королевский флот покинул Эбботсинч в октябре 1963 года. Имя Sanderling сохранилось: корабельный колокол HMS Sanderling был подарен новому аэропорту, также в аэропорту открылся бар под названием The Sanderling Bar.
В 1960-е годы Glasgow Corporation приняла решение о создании нового аэропорта. Первый главный аэропорт Глазго располагался в 3 км к востоку от Эбботсинча, там, где сегодня находится Дин-парк Ренфру. Первое здание терминала аэропорта Ренфру в стиле ар-деко не сохранилось. Сегодня на его месте находится магазин Tesco и шоссе M8, которая проходит прямо по месту нахождения ВПП аэропорта.
Из аэропорта Ренфру операции в Эбботсинч были переведены 2 мая 1966 года. Это было неоднозначное решение, так как правительство Великобритании уже выделило средства на перестройку аэропорта Прествик, чтобы он смог принимать реактивные самолёты. Тем не менее план был реализован, и строительство нового аэропорта стоимостью 4,2 млн фунтов стерлингов по проекту Базила Спенса было завершено в 1966 году, а первые регулярные рейсы организовала British European Airways на De Havilland Comet. Первый коммерческий рейс был совершён из аэропорта Эдинбурга 2 мая 1966 года. Аэропорт был официально открыт 27 июня 1966 года королевой Елизаветой II. Политическое противостояние между аэропортами продолжались, Прествик получил монополию на трансатлантические рейсы, а Аэропорт Глазго имел возможность только обслуживать местные и европейские маршруты.
В 1975 году British Airports Authority (BAA) приобрела Аэропорт Глазго. После приватизации BAA в конце 1980-х годов BAA plc провела реструктуризацию активов и продала аэропорт Прествик. Так как ограничения для Аэропорта Глазго были сняты, трансатлантические операторы перевели свои рейсы из Прествика, в Аэропорт Глазго, который был переименован в Международный аэропорт Глазго. BAA начала масштабную перестройку Международного аэропорта Глазго в 1989 году.
Расширение здания терминала было произведено таким образом, чтобы оригинальное здание Бэзила Спенса оказалось внутри него. Первоначальные арки, которые когда-то выходили на Каледонскую Дорогу, сформировали фасад области регистрации. Международный аэропорт Глазго сегодня имеет 38 гейтов, его пропускная способность — до девяти млн. пассажиров в год. В 2003 BAA завершил перестройку, реконструировав здание-спутник (названный «T2», ранее Сент-Эндрюс Билдинг) для зала регистрации пассажиров на рейсы лоукост-перевозчиков, таких как easyJet и MyTravel Airways.

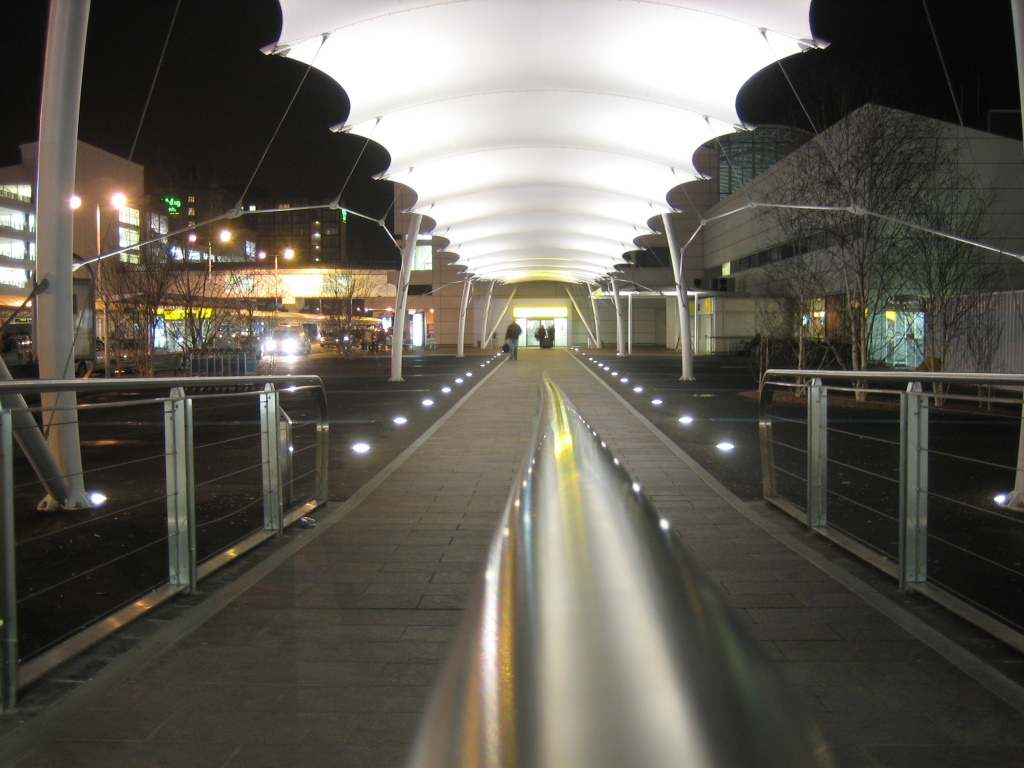
Проход между двумя зданиями терминалов.

В 1996 году через Аэропорт Глазго прошло 5,47 млн пассажиров, что было четвёртым показателем в Великобритании. В 2006 году пассажирооборот аэропорта составил 8,82 млн пассажиров — это седьмой показатель в Великобритании.

## Аэропорт сегодня

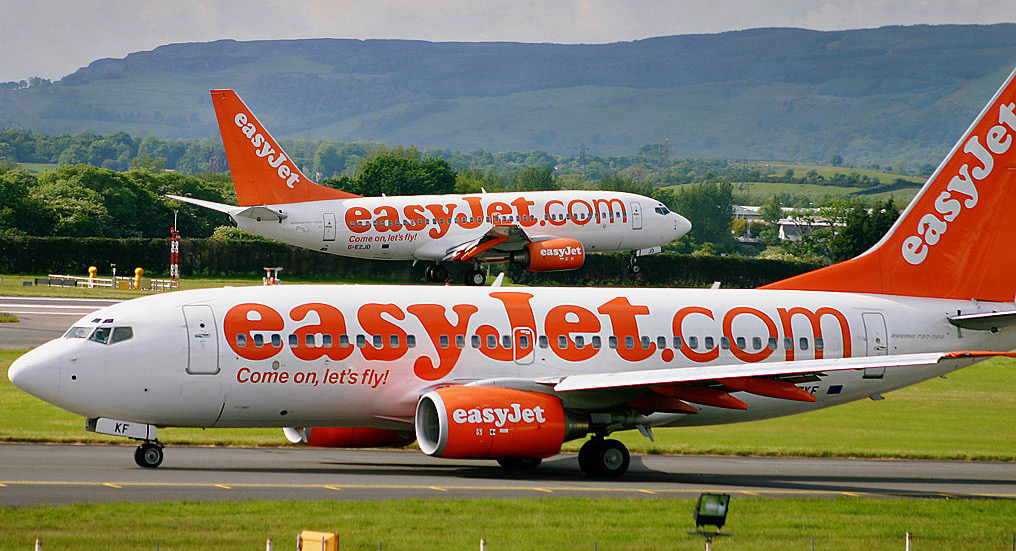
Два Boeing 737-700 авиакомпании Easyjet в Международном аэропорту Глазго.

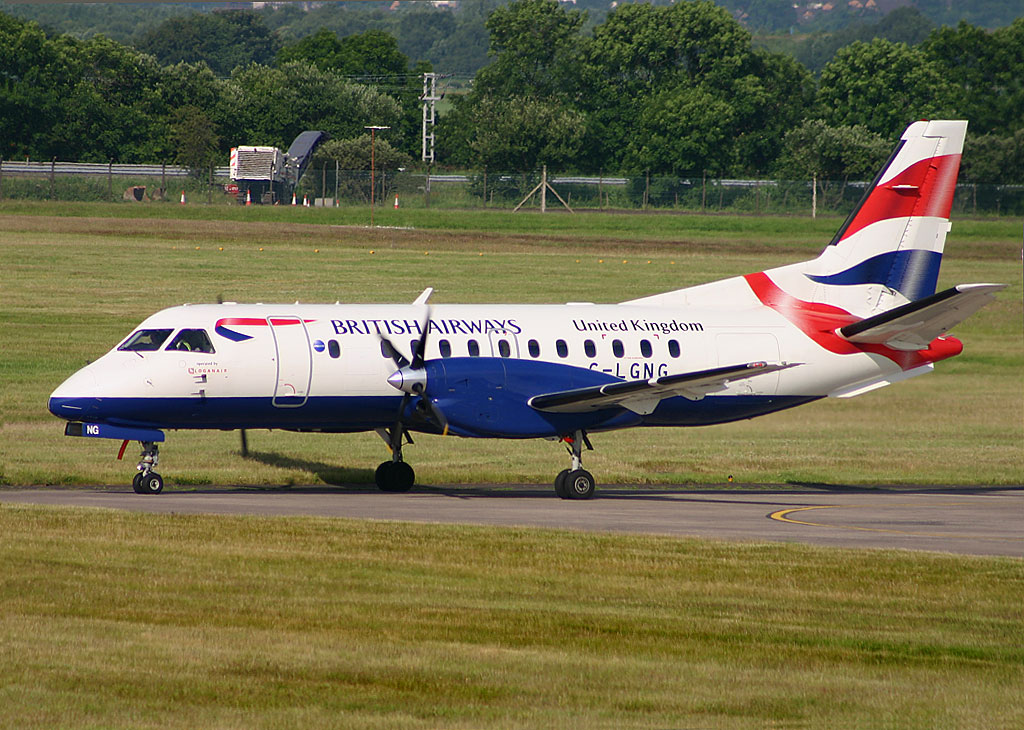
SAAB 340A авиакомпании Loganair, работающей под франшизой British Airways, в аэропорту.

В терминале есть три пирса: Западный (международный), Центральный (внутренний) и Восточный (лоу-кост и Ирландия/Северная Ирландия).
Центральный Пирс, который был частью первого здания терминала, сегодня используется для обслуживания внутренних рейсов. База British Airways находится в части пирса, расширенной в 1971, большая часть рейсов используют гейты с 17 по 23. У гейтов 16 и 18 находятся специальные залы ожидания для участников бонусной программы British Airways «Executive Club». Телетрапы используются гейтами 17, 19, 21, 22, 23, 24, 25 и 26. Гейты 14, 15, 16, 18 и 20 принимают рейсы самолётов, которые не используют телетрапы. Стоянка 19 может принять Boeing 767 или два региональных самолёта.
Восточный Пирс, построенный в середине 1970-х годах, первоначально использовался для обслуживания международных рейсов, но в последние годы был перепрофилирован для обслуживания easyJet и Loganair, а также для чартерных рейсов. Все рейсы в Ирландию и Северную Ирландию также осуществляются через этот пирс. Ни одна из стоянок на этом пирсе не оборудована телетрапом. Стоянки 6 и 7 в конце Восточного Пирса могут принимать широкофюзеляжные реактивные самолёты, и иногда пассажиров международных рейсов перевозят к Западному Пирсу, чтобы использовать самолёт, стоящий у него. Главные операторы этого пирса — Aer Lingus, Loganair и easyJet.
Западный Пирс, построенный как часть проекта реконструкции 1989 года, обслуживает международные и дальнемагистральные рейсы. Стоянки 27, 28, 29, 30, 32, 33 и 34 оборудованы телетрапами. Когда на стоянке 30 стоят два самолёта размера Boeing 737, самолёт на стоянке 30L может использовать телетрап. Гейты 51 и 52 (также известные как гейты 25 и 26 на Центральном Пирсе) доступны из Международного Зала, в результате чего эти две стоянки имеют двойное использование. Стоянки 29 и 30 могут принимать Boeing 747. Крупнейший самолет, который в настоящее время выполняет регулярные рейсы в аэропорт Boeing 777—300 авиакомпании Emirates Airline, который использует стоянку 30. Весной 2006 производилась реконструкция Международного Зала Вылета, при этом появился новый зал для деловых/премиум-пассажиров.
Работы по реконструкции начались осенью 2007 года
на Скайхабе (расположенном между Главным Терминалом и Терминалом 2)
, в результате чего появится зона безопасности, которая заменит три зоны безопасности, существующие сегодня, через которые проходят все отбывающие пассажиры, а также новые бары, магазины и рестораны.
В 2006 году был снесён ангар региональной авиации и были построены три международные стоянки 37, 38 и 39 напротив Западного Пирса, они начали функционировать в августе 2006 года. Они могут использоваться в различных комбинациях в зависимости от типа самолета. Чтобы попасть к этим стоянкам пассажиры должны доставляться автобусом, они часто перевозятся от гейтов 27A+B (ни один из которых не имеет собственную стоянку самолета).
Несколько стоянок, пронумерованных 60-ми номерами, находятся к востоку от Восточного Пирса, главным образом они используются грузовыми самолётами.
Дополнительные стоянки 81 и 82 рядом с Контрольно-диспетчерским пунктом в 2004 были связаны автобусным сообщением с терминалом.
Дальнейшему развитию аэропорта препятствует его местоположение, которое ограничивается шоссе M8 с юга, городом Ренфру с востока и рекой Клайд с севера. В настоящее время города Клайдбанк, Бирсден и Линвуд находятся непосредственно рядом с подъездными дорогами в аэропорт, что означает, что при дальнейшем увеличении трафика могут сказаться политические риски. Международный аэропорт Глазго также сталкивается с жесткой конкуренцией со своим старым соперником — аэропортом Прествик, который позиционирует себя как аэропорт для лоукост-перевозчиков и имеет прямую железнодорожную связь с центром Глазго.
В 2002 году Шотландские власти объявили о строительстве железнодорожной ветки до Международного аэропорта Глазго от Центральной железнодорожной станции Глазго. Завершение строительства железнодорожной линии, известной как Glasgow Airport Rail Link (GARL), ожидалось к 2012 году, первые поезда должны были выйти на маршруты в начале 2013 года. Тем не менее, в 2009 году проект по строительству железнодорожной линии в аэропорт был свернут в связи с общим сокращением расходов.
В настоящее время доступ к аэропорту осуществляется по шоссе M8, основной общественный транспорт — автобус Glasgow Flyer, который идёт в центр города, он отправляется с коротким интервалом, однако из-за пробок в центре Глазго может задерживаться.
Аэропорт является базовым для шотландской региональной авиакомпании Loganair, в настоящее время работает под франшизой British Airways и использует её инфраструктуру. У British Airways есть собственный ангар техобслуживания в аэропорту, где может выполняться сервисное обслуживание самолётов Airbus A320 и Boeing 737, а также грузовых самолётов. Глазго — также одна из двух главных баз для Flyglobespan, хотя этот перевозчик не содержит основных средств техобслуживания в аэропорту. Королевские ВВС также базируют в аэропорту Эскадрилью Университетов Глазго и Стратклайда, это учебная база для университетских студентов, которые планируют служить в ВВС.

## Планы развития
В 2005 году BAA опубликовала план развития аэропорта. В документе рекомендуется строительство второй взлетно-посадочной полосы, параллельной к существующей взлетно-посадочной полосе 05/23; перестройка и расширение восточного пирса (для лоукост-перевозчиков) для соединения его непосредственно с Терминалом 2; и дополнительный международный пирс к западу от существующего международного пирса. Планируется также строительство подземного перехода к новой железнодорожной станции, который появится около пассажирского терминала и многоэтажной автостоянки. 29 ноября 2006 парламент Шотландии утвердил строительство новой железнодорожной ветки к аэропорту и железнодорожной станции. Строительство станции и железнодорожной ветки должны быть закончены в 2009.

## Авиакомпании
- Air Astana
- Aer Lingus
- Air Malta
- Air Scotland
- Air Transat
- Air Southwest
- BH Air
- bmi regional
- bmibaby
- BA CityFlyer
- easyJet
- Emirates
- Eurocypria Airlines
- Flybe
  - Loganair
- Flyglobespan
- Free Bird Airlines
- Icelandair
- KLM Royal Dutch Airlines
  - KLM Cityhopper
- LTE International Airways
- MyTravel Airways
- Onur Air
- Pegasus Airlines
- Scandinavian Airlines System
- Thomsonfly
- Thomas Cook Airlines
- Travel City Direct
- Virgin Atlantic
- Zoom Airlines

## Авиакатастрофы и другие инциденты
- 3 сентября 1999 года Cessna 404, на борту которой были 9 сотрудников Airtours, выполняла рейс из Глазго в Абердин. Самолёт разбился спустя несколько минут после взлёта около города Линвуд. Восемь человек погибли, трое получили серьёзные травмы. На земле никто не пострадал. Причиной катастрофы послужила ошибка пилота после отказа одного из двигателей.
- 30 июня 2007 года, спустя день после взрыва автомобиля в Лондоне, горящий Jeep Cherokee въехал во вход Терминала 1. Теракт осуществили двое мужчин, Билал Абдулла и Кафил Ахмед (умер от полученных травм).

## Транспорт
Аэропорт в настоящее время связан с центром Глазго автобусным маршрутом 500 компании Glasgow Flyer.